# 16543 Rosetta
16543 Rosetta este o planetă minoră (asteroid), cu un diametru de 3,809 km, din centura de asteroizi. A fost descoperită pe 5 septembrie 1991 la Observatorul din Haute-Provence de Eric Walter Elst și a fost numită după Sonda spațială Rosetta. 
Obiectul prezintă o orbită caracterizată de o semiaxă mare de 2,3205248 UAi, o excentricitate de 0,13, o înclinație de 7,38522 ° în raport cu ecliptica.